# ثلاثية الأمالى
أحد أشهر روايات الأديب والقاص الراحل خيري شلبي الرواية تتكون من ثلاثة أجزاء : أولنا ولد - ثانينا الكومي - ثالثنا الورق.
وتحكي قصة صعود أحد  المصريين حسن أبو ضب سلم المال والسلطة في فترة زمنية تمتد مع حكم عبد الناصر والسادات لمصر

يسود الجو الصعيدي في أجواء الرواية خاصة أجزاءها الأولى، ونرى عمليات الثأر والفقر المدقع الذي يعيش فيه حسن أبو ضب على الرغم من مكانة عائلته المشهورة بالتقوى والصلاح والكثير من العلماء.

ثم ينزح إلى القاهرة ويبدأ في العمل البسيط كبائع متجول ويبدأ في التعرف على عصابة من الأشقياء الذين يلازمونه في الأجزاء التالية.